# Nováčany
Nováčany (dříve i Novočany, maďarsky Jászóújfalu) jsou obec na Slovensku v okrese Košice-okolí.

## Místopis
Obec leží na styku severozápadní části Košické kotliny se Slovenským rudohořím.

## Historie
První písemná zmínka o obci pochází z roku 1323. Patřila šlechtickému rodu Abovců, poté přešla do majetku Semseovců. V roce 1427, kdy patřila Mikuláši Bebekovi, měla obec 20 port; od konce 15. století část majetku patřila převorství v Jasově, kterému v roce 1630 obec odvedla devítinu 1. porty od sedláků, půl porty od poddaných. V roce 1715 obec sestávala z pěti, roku 1720 z 13 domácností. V roce 1772 měla 54 rodin, roku 1828 107 domů a 751 obyvatel. V obci se nacházela stanice pošty již na počátku 19. století. V letech 1938–1945 byla připojena k Maďarsku. Obyvatelstvo se zabývalo zemědělstvím.

## Kultura a zajímavosti

### Památky
- Římskokatolický kostel sv. Štěpána, jednolodní klasicistní stavba s pravoúhle ukončeným presbytářem a věží tvořící součást stavby z let 1808–1809. Stojí na místě starší stavby. Obnoven byl po požáru v roce 1909.[3] Fasáda kostela je členěna lizénami. Věž vystupující z rizalitu je ukončena střechou ve tvaru jehlanu.